# Manczaż
Manczaż (ros. Манчаж) – wieś (sieło) w Rosji, w obwodzie swierdłowskim, w rejonie artińskim. W 2010 liczyła 1675 mieszkańców.